# Коллеферро
Коллеферро (італ. Colleferro) — муніципалітет в Італії, у регіоні Лаціо,  метрополійне місто Рим-Столиця.
Коллеферро розташоване на відстані близько 50 км на схід від Рима.
Населення — 21 647 осіб (2014).
Щорічний фестиваль відбувається 4 грудня. Покровитель — Santa Barbara.

## Демографія
Населення за роками:

Станом на 1 січня 2023 року в муніципалітеті офіційно проживав 1981 іноземець з 72 країн, серед них 977 громадян країн Євросоюзу та 46 громадян України.

## Сусідні муніципалітети
- Артена
- Дженаццано
- Паліано
- Рокка-Массіма
- Сеньї
- Вальмонтоне